# Ján Dechet
Ján Dechet (28. června 1908 Radošina – 10. června 1968 Bratislava) byl slovenský církevní hodnostář, římskokatolický kněz, kolaborující s komunistickým režimem.

## Životopis
Studoval na gymnáziu v Nitře, roku 1934 absolvoval teologii v Olomouci. Prefekt kněžského semináře v Bratislavě, farář a děkan na různých místech Slovenska, od roku 1950 kapitulní vikář Banskobystrické diecéze. Byl dlouholetý činitel mírového hnutí katolického duchovenstva. Literárně-historickými studiemi přispíval do náboženských novin a časopisů.

## Ocenění
- Roku 1955 vyznamenán Řádem republiky